# 圣安杰洛-利莫萨诺
圣安杰洛-利莫萨诺（義大利語：Sant'Angelo Limosano），是意大利坎波巴索省的一个市镇。总面积16平方公里，人口353人，人口密度22.1人/平方公里（2009年）。ISTAT代码为070073。